# Rezerwat przyrody Lembarczek
Rezerwat przyrody Lembarczek – leśny rezerwat przyrody na górze Lembarczek w Paśmie Jaworzyny w Beskidzie Sądeckim. Pod względem administracyjnym znajduje się w obrębie miejscowości Wierchomla Mała w gminie Piwniczna Zdrój, powiat nowosądecki, województwo małopolskie. W całości jest położony na terenie Popradzkiego Parku Krajobrazowego i obszaru Natura 2000 SOO PLH120019 Ostoja Popradzka. Rezerwat jest położony na gruntach Skarbu Państwa w zarządzie Nadleśnictwa Piwniczna.
Utworzony został w 1985 roku na powierzchni 47,16 ha. W 2017 roku powiększono go do 71,85 ha.

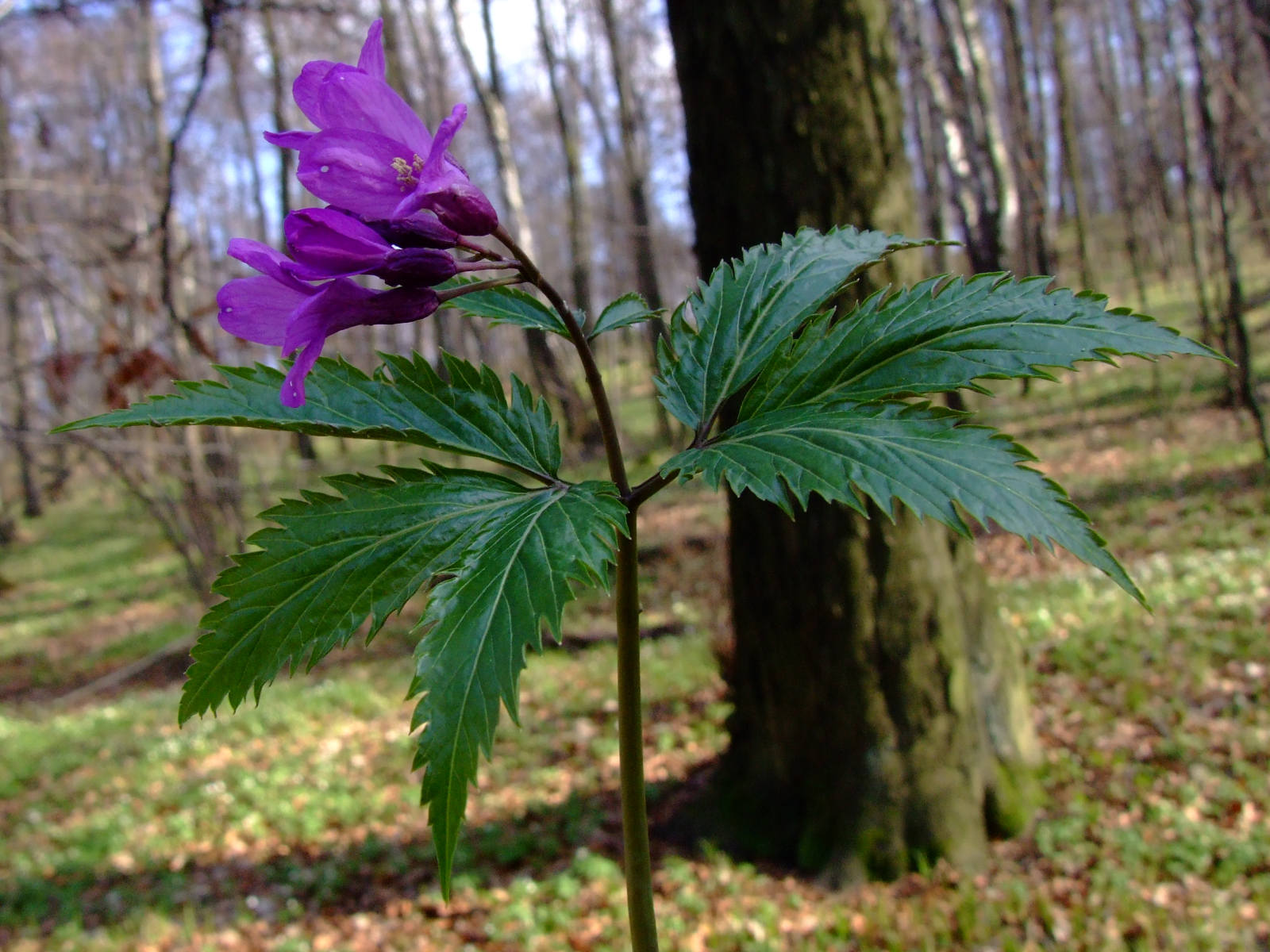
Żywiec gruczołowaty – gatunek typowy runa buczyny karpackiej

Celem ochrony w rezerwacie jest zachowanie fragmentów naturalnych drzewostanów jodłowo-bukowych, występujących w paśmie Jaworzyny Krynickiej. Obszar chroniony położony jest na północnym i północno-wschodnim stoku Lembarczka opadającym do doliny Potaszni. Stok jest bardzo stromy i przecinają go 3 głębokie jary potoków będących dopływami Potaszni. Oprócz dwóch dominujących gatunków drzew – buka i jodły występują pojedyncze okazy jawora. W runie leśnym gatunki typowe dla buczyny karpackiej. Na niewielkich powierzchniach występują młode, nasadzone drzewostany, jednakże odnawia się w nich naturalna buczyna. Tak więc po jakimś czasie w naturalny sposób zanikną ślady działalności człowieka.
Według obowiązującego planu ochrony ustanowionego w 2017 roku, obszar rezerwatu objęty jest ochroną ścisłą.